# Cyclops64

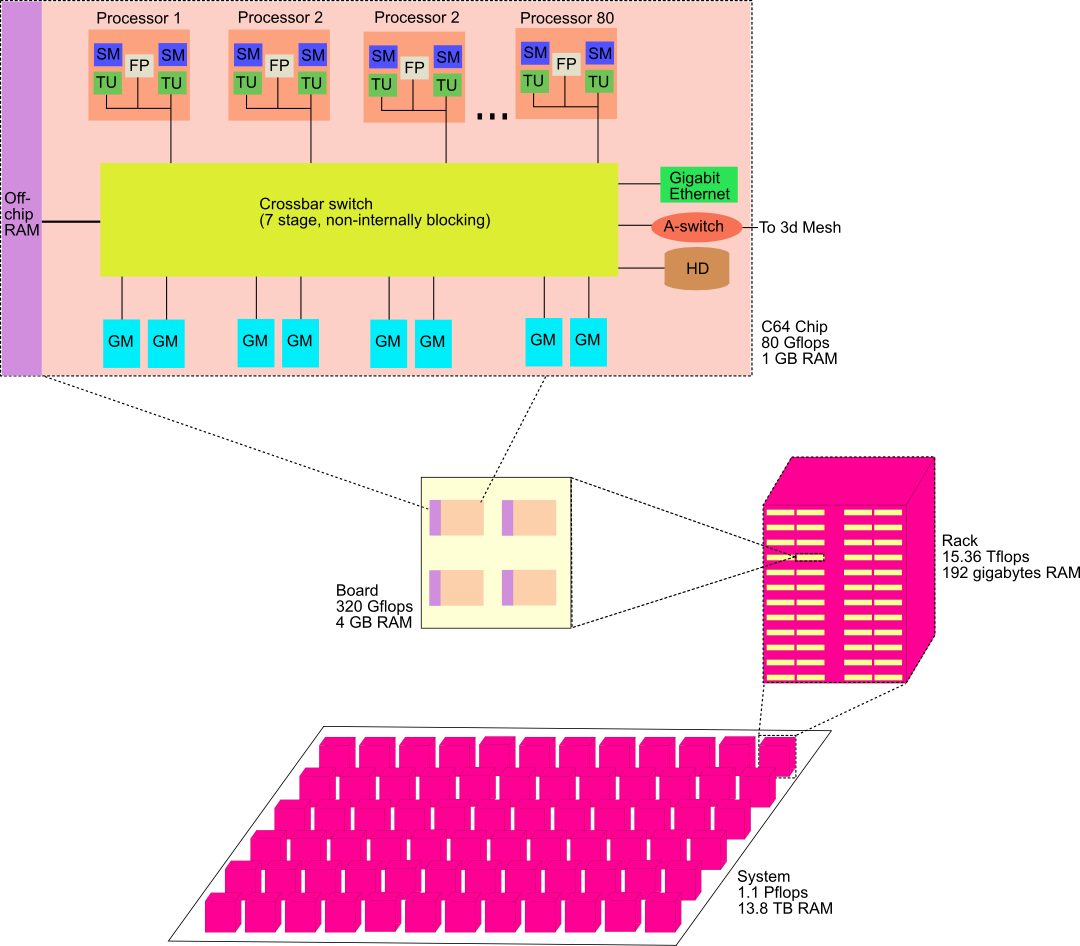
L'architettura di Cyclops64

Cyclops64 (conosciuto ufficialmente come Blue Gene/C) è un supercomputer basato su architettura cellulare sviluppato da IBM. Il progetto Cyclops64 punta a creare il primo supercomputer in un chip.

## Storia
Cyclops64 fa parte del progetto Blue Gene e fa parte della nuova generazione di supercomputer. Il progetto è stato avviato come risposta all'annunciata costruzione dell'Earth Simulator da parte del Giappone.
Cyclops64 è un progetto congiunto del Department of Defense Statunitense, delle società (IBM in particolare) e delle Università.
L'architettura ha vinto il Cray award, il premio è stato ritirato da Monty Denneau il progettista capo.

## Architettura
Ogni chip Cyclops64 contiene 80 CPU custom a 64 bit. Ogni processore sarà dotato di due unità indipendenti in grado di eseguire un thread, ogni unita per i thread avrà due unità per i numeri interi e due unità in virgola mobile.
Il processore sarà collegato con 96 porte, e 7 crossbar switch non bloccanti a 7 livelli.
Teoricamente ogni chip Cyclops64 è in grado di generare 80 Gigaflops (assumendo un flusso continuo di istruzioni che saturino le unità di calcolo). Il sistema completo (consistente in 80 core per processore, 4 processori per scheda, 48 schede per armadio e 72 armadi) dovrebbe contenere 1.105.920 core in grado di eseguire 2.211.840 thread concorrenti.

## Software
Cyclops64 sposta molti dei problemi usualmente riservati all'hardware sui programmatori. Un funzionamento efficiente del Cyclops64 richiede programmi con un numero molto elevato di thread. Una cattiva programmazione sicuramente influirebbe negativamente sulle prestazioni del sistema ma al momento stimare quanto questo influisca effettivamente è difficile.
Si presume che il sistema supporterà TinyThreads (una libreria per la gestione dei thread sviluppata internamente dalla University of Delaware) e i POSIX Threads.

## Progetto e produzione
Test di verifica e sviluppo del software sono affidati alla University of Delaware.